# Memoriał Huberta Jerzego Wagnera 2005
Memoriał Huberta Jerzego Wagnera 2005 – 3. edycja turnieju siatkarskiego, która odbyła się w dniach 12–14 sierpnia 2005 roku w Olsztynie i w Iławie.

## Uczestnicy
- Chiny
- Holandia
- Norwegia
- Polska

## Tabela
| Lp. | Drużyna  | Pkt | Mecze | Mecze | Mecze | Sety | Sety | Sety  | Małe punkty | Małe punkty | Małe punkty |
| Lp. | Drużyna  | Pkt | M     | W     | P     | wyg. | prz. | ratio | zdob.       | str.        | ratio       |
| --- | -------- | --- | ----- | ----- | ----- | ---- | ---- | ----- | ----------- | ----------- | ----------- |
| 1   | Holandia | 6   | 3     | 3     | 0     | 9    | 2    | 4.500 | 258         | 196         | 1.316       |
| 2   | Polska   | 5   | 3     | 2     | 1     | 8    | 5    | 1.600 | 293         | 256         | 1.145       |
| 3   | Chiny    | 4   | 3     | 1     | 2     | 5    | 6    | 0.833 | 227         | 244         | 0.930       |
| 4   | Norwegia | 3   | 3     | 0     | 3     | 0    | 9    | 0.000 | 143         | 225         | 0.636       |

Źródło: fundacjawagnera.pl
Zasady ustalania kolejności: 1. liczba zdobytych punktów; 2. wyższy stosunek setów; 3. wyższy stosunek małych punktów.
Punktacja: zwycięstwo – 2 pkt; porażka – 1 pkt

## Wyniki
| Data       | Drużyna 1 | Wynik | Drużyna 2 | 1     | 2     | 3     | 4     | 5     | * |
| ---------- | --------- | ----- | --------- | ----- | ----- | ----- | ----- | ----- | - |
| 2005-08-12 | Polska    | 3:0   | Norwegia  | 25:19 | 25:14 | 25:16 |       |       |   |
| 2005-08-12 | Chiny     | 0:3   | Holandia  | 20:25 | 13:25 | 20:25 |       |       |   |
|            |           |       |           |       |       |       |       |       |   |
| 2005-08-13 | Polska    | 3:2   | Chiny     | 22:25 | 25:19 | 27:29 | 25:17 | 15:9  |   |
| 2005-08-13 | Holandia  | 3:0   | Norwegia  | 25:14 | 25:12 | 25:13 |       |       |   |
|            |           |       |           |       |       |       |       |       |   |
| 2005-08-14 | Polska    | 2:3   | Holandia  | 26:24 | 17:25 | 25:27 | 25:17 | 11:15 |   |
| 2005-08-14 | Chiny     | 3:0   | Norwegia  | 25:17 | 25:23 | 25:15 |       |       |   |

## Nagrody indywidualne
| MVP        | Najlepszy atakujący | Najlepszy przyjmujący | Najlepszy rozgrywający | Najlepszy blokujący | Najlepszy libero |
| ---------- | ------------------- | --------------------- | ---------------------- | ------------------- | ---------------- |
| Marko Klok | Dawid Murek         | Michał Winiarski      | Paweł Zagumny          | Wytze Kooistra      | Chu Hui          |